# 日本歷史教科書問題

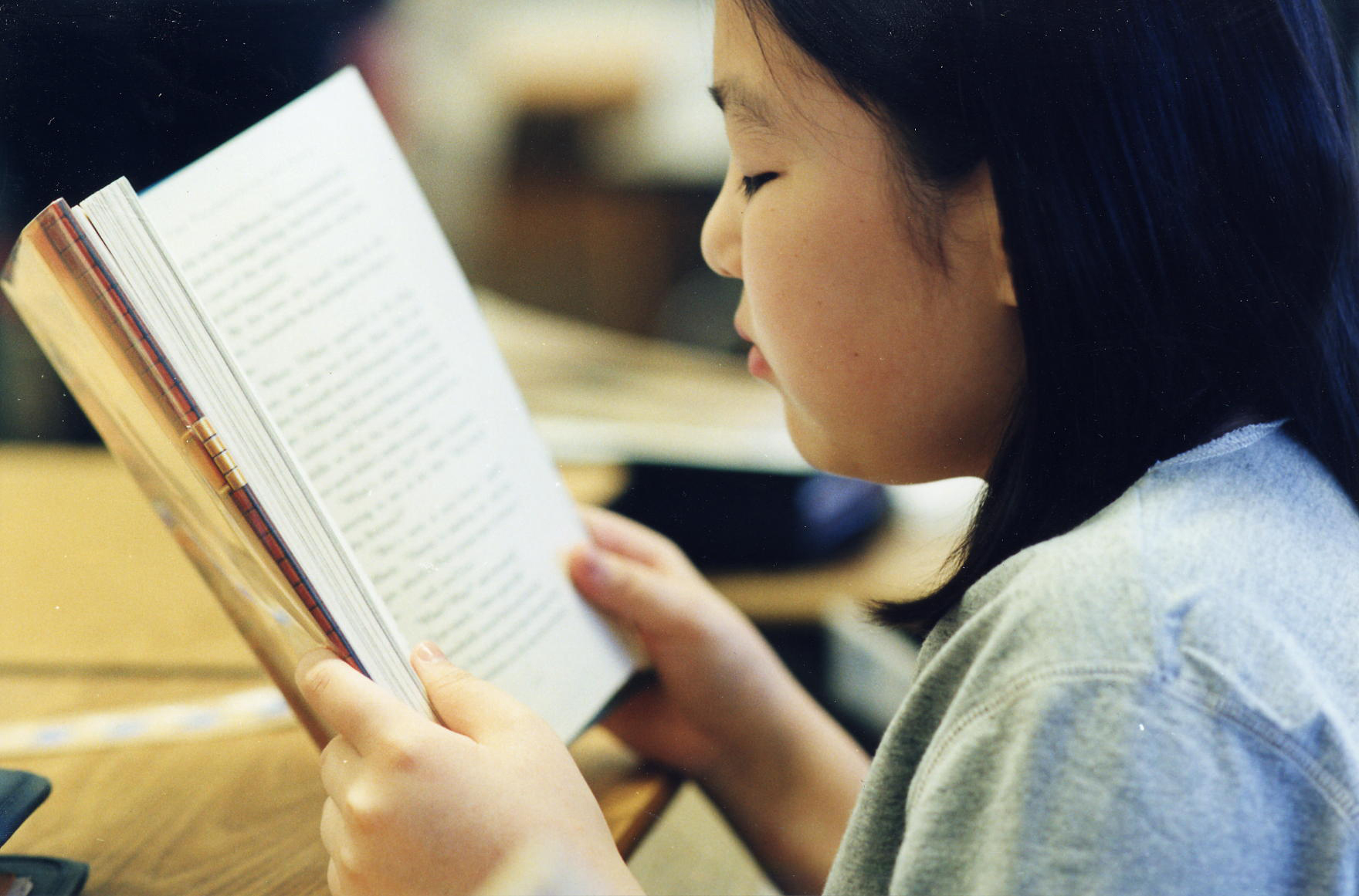
日本一位在讀教科書的小學生

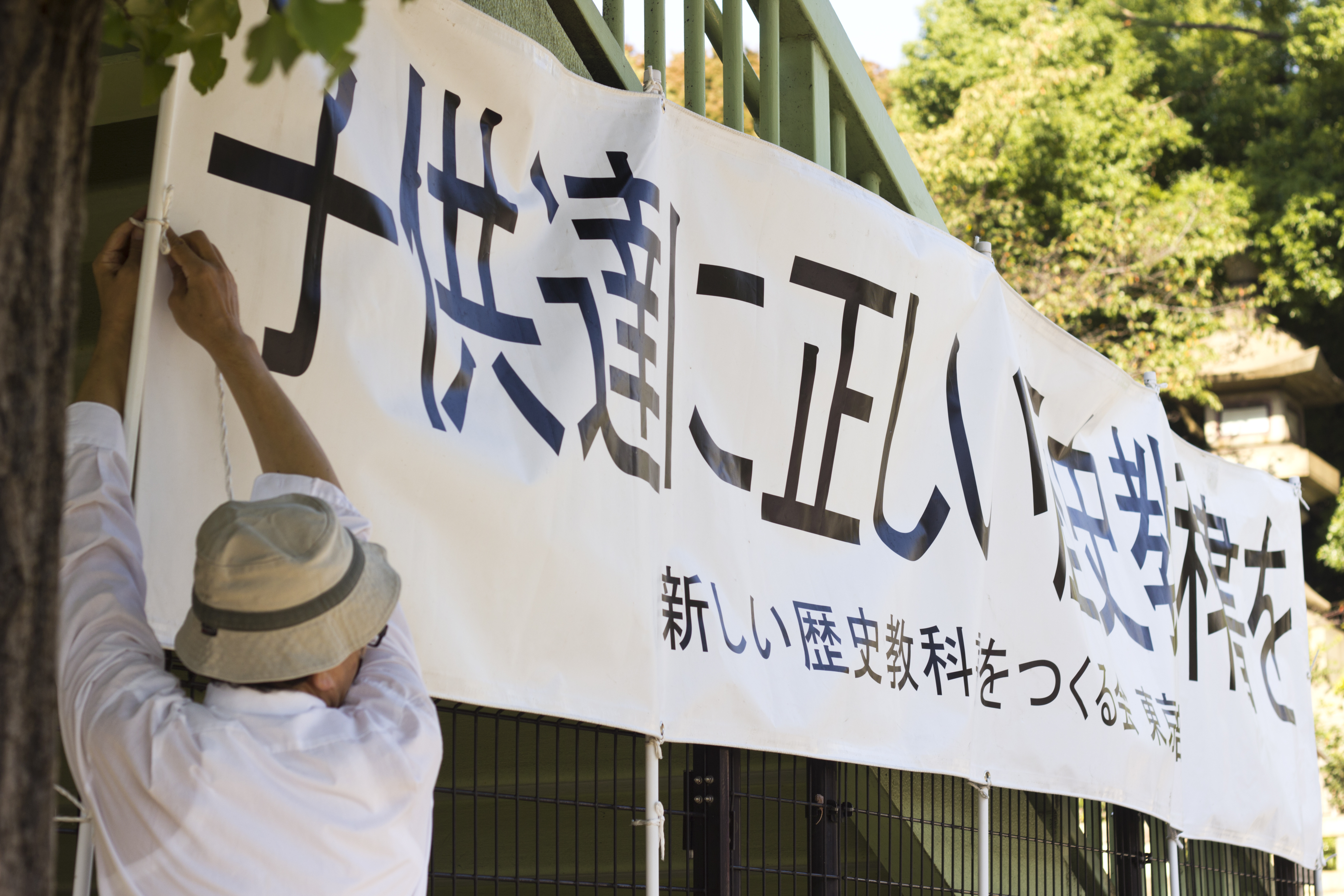
日本历史修正主义团体“新历史教科书编纂会”成员在靖国神社前举起“请给孩子提供正确史观的历史教科书”的标语

日本教科書爭議、歷史教科書爭議，是指圍繞日本國內歷史教科書而衍生的爭議，主要爭論圍繞書中的近代史等課題，也涉及日本文部科學省教科書檢定與採納等議題。日本歷史教科書問題不止引起日本國內關注，週邊国家和地区例如中國大陆、香港、澳門、台灣、朝鲜、韓國與俄羅斯以及一些東南亞國家，還有當時因為殖民地而在亞洲參戰的英國、荷蘭、法國、美國等西方國家均有關注，尤其關切日本的歷史教科書如何記載和評價日本在第二次世界大戰期間的行為。
日本歷史教科書主要惹起爭論的是教科書應該如何在平衡多方面的史觀：日本自19世紀末期對與東亞、東南亞各國一系列的衝突的道義評估；日本對其他東南亞國家發展的影響，究竟是正面還是負面，或者有沒有隱瞞一些表述；日本有沒有認真對自己的行為進行反省，以及至1945年以前對東亞各國衝突的定調；日本作為引起戰爭的一方，書中內容有沒有強調日本所做的錯事。此外日本對於現在沖繩縣的琉球國的各種爭議歷史事件、二戰沖繩島戰役的觀點也有意見。
不過這些引發爭議的日本歷史教科書出版後受到批評，也並未獲得日本社會的廣泛接受，真正有採用爭議教科書的學校並不多，國內外針對歷史描述爭議遂逐漸平息。近年以來，日本教科書內新的爭議再起，內容是針對領土的描述，由於目前日本與周圍數個國家均存在領土爭端，因而也開始出現國內外爭議與抗議聲量。即便也存在不少反思侵略錯誤的教科書，但前述情況仍然引起周邊國家和地區的憂慮。日本教科書採用多家出版社推出、學校自行採購的寬泛制度，使得這些有爭議的教科書存在著被學校採購的可能，因為日本教科書觀點繁多，還會有出現將台灣列入中國大陸領土等等，反而令另一派也出來抗議的各種情況都有。

## 日本官方立場
日本國內的教科書並非由政府編寫，而是由多家民間出版社自由編寫、出版的，再由一地區教育委員會（公立）或學校（私立）自行選擇採用哪個版本。文部科學省四年一次審查上呈檢定的教科書。這種方式原意是讓國民有更多參與教育的權利，避免政府藉教育之名操控國民思想；同時能防止內容嚴重偏頗的書籍以「教科書」名義出版。不過，這種審查制度也被指違反《日本國憲法》「保障國民擁有言論與學術自由」的權利。
1958年，日本文部省在审定教科书时把侵略中国改为“进入大陆”。1969年，日本文部省在审定教科书时删除了所有有关反省战争责任的内容。1982年7月，當時的文部省審查通過某些出版社的高中歷史教科書修訂版，其中內容被指淡化侵略行為，例如把“侵略华北”和“全面侵略中国”中的“侵略”改为“进出”，把南京大屠杀改为“占领南京”或“南京事件”，引來中國、南韓等鄰國不滿。2005年度送交文部科學省檢定的教科書，經審議修正後獲全數通過，包括了具爭議性、由新历史教科书编纂会主编、扶桑社發行的《新歷史教科書》及《新公民教科書》。此舉引起以中國、南韓為主的鄰國及日本一些民間團體、部分教育界人士不滿。
2005年6月12日，《朝日新聞》報導，日本文部科學大臣中山成彬表示「日本當時根本就沒有『隨軍慰安婦』這個詞語，……教科書將錯誤的東西刪除，是件好事」，並指稱：日本的教育制度過度強調「日本是壞的國家」，是「自虐史觀」的教育。日本爱媛县市民团体为要求该县政府和该县教育委員會不将扶桑社出版的《新歷史教科書》及《新公民教科書》列入采用名单，因而向松山地方裁判所提出申请，请求下达临时禁令停止使用该些教科书。但松山地方裁判所于2005年8月11日驳回了这项申请。2005年8月12日，日本东京都杉並區教育委员会决定，将从2006年春季起使用扶桑社出版的《新歷史教科書》作为中學历史教科书，该区23所区立中學（约6,400名学生）此后4年都将使用这一教科书。栃木縣大田原市以及东京都立完全中學等，也已决定采用该教科书。
2006年3月29日，文部科学省对高中教科书提出审定意见，要求按照政府的见解进行记述，以便让学生能够明确理解“尖阁诸岛及竹岛是日本领土”。
2014年，日本政府修改了教科书编写指导方针，要求教科书出版公司将钓鱼岛和竹岛明确表述为“固有领土”，新指导方针自2015年初中教科书审定开始被适用，在2016年高中教科书也首次被适用。2017年1月29日，文部科学省确定方针，准备在中小学社会课新“学习指导要领”中首次明确提出竹岛、钓鱼岛及其附属岛屿、北方四岛是“日本固有领土”。此要求将会用在小学五年级社会课的课程和教科书，以及中学地理课上。另外，在日本公民课中，也需要写入“政府正在努力和平解决北方领土和竹岛问题”。

## 被指责有问题的歷史教科書案例

### 新歷史教科書編撰會《新歷史教科書》
新歷史教科書編撰會編寫，扶桑社2001年初版，用於初中社會科教授歷史。書中內容被文部科學省要求進行大量修改，但書中備受亞洲各國和部分日本民衆反對的、大量曖昧、具爭議的內容及寫作手法等，最終還是得到了認可。反對該書出版的人普遍質疑該書對待歷史的手法，認為這本教科書誇大、美化乃至扭曲了日本的傳統文化、明治維新以來日本在亞洲的所作所爲。
日本民间对于教科书问题也是意见分歧很大。日本左派人士极力反对《新歷史教科书》的发行。《新歷史教科书》虽然通过了文部科學省检审，然而有日本民眾以“對日中戰爭責任態度曖昧不明”為由抵制該教科書。
2005年4月，扶桑社將經修改的新版《新歷史教科書》送呈文部科學省，進行再版審定。在被要求進行百餘處文字表述修改後，該書被宣佈審定合格。不過書中大量的爭議問題依然沒有顯著解決，甚至有指書中內容比上一版更為失實，遭關注這一事件的亞洲各國抗議。尤其中國大陸民眾發起聲勢浩大的示威活動，抗議日本政府試圖美化第二次世界大戰以來的侵略歷史的行爲。
2007年5月，新歷史教科書編撰會與扶桑社斷絕關係，並決定委託其他出版社發行該會主編的《新歷史教科書》及《新公民教科書》。2007年6月21日，新歷史教科書編撰會宣佈，已經通知並警告扶桑社，編寫教科書時，不得在內容、形式等方面抄襲該會主編的教科書。
根据调查，2001年度采用《新歷史教科書》的学校占全国总数的0.097%，2005年約為0.4%，2009年普及率擴大为1.7%。扶桑社称，希望《新歷史教科書》普及率能达到10%，否则就是亏损。

### 三省堂《新日本史》
這本由家永三郎等人執筆的高中歷史教師教學用書由於「對某些內容頁數的分配比例偏頗」，在當年的文部省教科書審定中被認定為「是家永三郎的個人意見」而沒能通過，因而沒有成為合法的歷史教科書。不僅如此，關於「第二次世界大戰與日本國的關係」涉及的15個重點部分也飽受爭議。
此後不久，家永本人以文部省的決定違反日本憲法為由而展開了3次上訴，统称为“家永教科书诉讼”。在第1次和第3次的上訴中，除了這本書本身的爭議之外，「審查教科書制度本身是否合乎日本憲法」成為了爭議的另一主題。其中教育的主体者應答如何選擇教科書的观点，日本左右派的觀點衝突極大。

### 原書房《新編日本史》
1986年6月，日本右翼團體「守護日本國民會議」（日本を守る国民会議）編撰、原書房出版的歷史教科書《新編日本史》內容引發中國不滿，在日本國內也被批評為「復古主義教科書」（復古調教科書）、「天皇的教科書」（天皇の教科書），日本首相中曾根康弘遂指示文部省要求修正內容。

### 《日本史》A、B册教材
有关二战冲绳战役期间日军曾强迫当地居民集体自杀的7处内容，被文部科学省要求作出修改。该教科书原先的表述“日军让居民用分发到手中的手榴弹进行集体自杀和互杀”，最终被改为“（冲绳居民）发生了用日军分发的手榴弹集体自杀和互杀行为”。被文部科学省指出同一内容问题的其他教科书，也删除了“由日军主导进行的”等部分，才通过了审核。2007年5月14日，沖繩縣豐見城市議會一致通過了一份意见书，要求文部科学省撤回上述审核意见，并恢复原先的表述。

### 小学社会教材
2014年4月5日，文部科学省发表了2015年春天起小学采用的社会科教科书检定结果，关于与周边存在领土争议的钓鱼岛与竹岛（韩国称独岛），出版社会科教材的4家公司全部在5年级或6年级的教材中提及，还有教科书首次表述为“日本固有领土”，这些检定都获合格。

### 2016年春季开始使用的中学教材
2015年4月6日，文部科学省公布了2016年春季开始使用的中学历史教科书的审查结果，该教材将独岛和钓鱼岛表述为日本的领土，另有14个地区表述为“日本的固有领土”。与之前的教材相比，采用这种表述的教材成倍增加。另外，这些教科书对南京大屠杀、慰安妇等内容进行了修订，包括刻意模糊遇难者数量，还修改了表述（例如“杀害了多数俘虏和居民”变成了“波及了俘虏和居民”）。2015年4月7日《每日新闻》刊文指出，此次教科书修订，体现了安倍晋三政权重视“领土教育”和“爱国心教育”的思想。

### 2021年春季开始使用的中学教材
2020年3月24日，文部科学省公布即将于2021年春季使用的新中学校教科书检定结果，其中明确提及“尖阁列岛”和“竹岛”属于日本固有领土。中华人民共和国外交部发言人耿爽敦促日方尊重钓鱼岛属于中国的事实、切实按照中日四点原则共识精神行事，大韓民国外交部第一次長趙世暎召見日本驻韩国大使冨田浩司當面抗议。同时，此次教科书修订增加有关南京大屠杀章节的内容，恢复使用自1994年取消的“从军慰安妇（従軍慰安婦）”称呼。

### 2023年春季开始使用的中学教材
2022年3月，日本文部科学省对全国高二和高三年级学生自2023年春季开始使用的教科书内容进行审查。据报道，日本当天审定通过239款高中教科书，其中部分教科书将“强制押送”表述改为“动员”或“征用”，12款社会教科书记载“竹岛是日本固有领土”。此外，在很多审定通过的教科书中都删除“战时慰安妇”等表述或淡化相关史实。韩国方面发表声明称，日本政府根据以本国为中心的历史观审定通过了歪曲历史事实的高中教科书，对上述行为提出严正抗议。韩国外交部当天还召见日本驻韩大使馆总括公使熊谷直树，就日方举措提出了抗议。韩国教育部也表示强烈抗议。

### 2024年春季开始使用的小学教材
2023年3月，日本文部科学省公布了2024年度开始使用的小学教科书审定结果。其中，小学五年级“社会”科目全部3种教科书均将北方四岛、竹岛（韩国称独岛）、尖阁诸岛（中国及台灣称钓鱼岛）称为日本的“固有领土”。指导要领并未要求上述做法的六年级“社会”教科书中，也有以同样表述介绍领土的情况，意味着反映政府见解的表述已经固定下来。而有关战时日本与东亚的关系，六年级“社会”全部3种均提到南京大屠杀和“被征劳工”的问题。也有教科书就被征劳工采用了“众多朝鲜半岛人和中国人被强制动员，在工厂或矿山等恶劣条件下被迫从事严苛的劳动”的详细记述。韩国外交部于3月28日提出抗议，重申不能接受日方对独岛的任何主张，同时对日本修改表述淡化强征劳工问题的强制性深表遗憾。中华人民共和国外交部发言人毛宁表示已向日方提出严正交涉。

## 爭論點

### 韓國與日本
以下記述韓國與日本兩邊的教科書之相異處、爭論點。
古代史
任那日本府：
- 日本方面援引『日本書紀』，稱否定任那日本府的存在是困難的。
- 韓国方面援引『日本書紀』與『宋書』等檢證，確認任那日本府的神功皇后沒有支配朝鮮半島南部的事實。

中近世史
- 元寇（蒙古襲来）
- 壬辰倭亂（文禄・慶長の役）

近現代史
- 韓国併合
- 日韓併合条約
- 創氏改名・慰安婦・皇民化教育
- 獨島（竹島）主权問題
- 沖繩島戰役中的集體自殺
- 韓日基本條約（日韓国交正常化）

### 中華民國與日本
- 二戰日本侵華
- 日治臺灣時期議題
- 釣魚臺列嶼主權問題（日本称尖阁诸岛）

### 中華人民共和國與日本
- 釣魚臺列嶼主權問題
- 東海油氣田問題
- 南京大屠杀
- 慰安婦問題
- 香港军票問題
- 日佔香港问题

### 俄罗斯與日本
- 北方四岛（俄罗斯称南千岛群岛）主权问题

## 各方態度

### 中華人民共和國

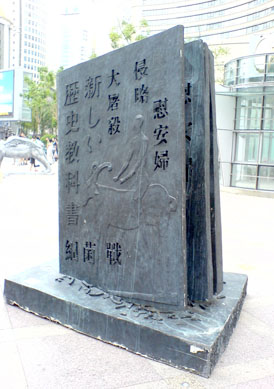
上海某廣場展示的《新歷史教科書》雕刻，封面多了原書沒有的「大屠殺」、「侵略」、「慰安婦」與「細菌戰」

2005年扶桑社《新歷史教科书》的再版，伴隨着釣魚台領土爭議以及日本爭取擔任聯合國安理會常任理事國等，惹起了中國大陆民間強烈的反日情緒，中国大陆各地發生了罕見的大型街頭示威。中國大陆官方態度雖然较民間克制，但顯然堅決反對日本容許該具爭議的教科書出版，質疑日本對待歷史的態度。2005年4月17日，日本外務大臣町村信孝在一片反日聲浪中訪華，與中華人民共和國外交部部長李肇星會談時，兩國代表互不握手。
針對日本歷史教科書問題，2005年4月12日，中華人民共和國國務院總理溫家寶說「只有一個尊重歷史的國家、敢於對歷史負責的國家、能夠贏得亞洲以至世界人民信任的國家，才能夠在國際社會發揮更大作用」。
2002年起，有來自中日韓三國的學者開始共同合作編寫近代史教材，以抗衡日本右翼勢力所發行的具爭議性的歷史教科書。經過三年的編寫過程，2005年5月26日，《東亞三國的近現代史》在韓國首爾面世，三國將各自發行本國語言譯本：日文版由高文研出版，簡體中文版由中國社會科學院社會科學文獻出版社出版，繁體中文版由三聯書店 (香港)出版，韓文版由Hani Book（한겨레출판）出版。該書主要篇幅講述自1840年起列強侵略亞洲的通史，“該書其中一個特點就是不側重於某國立場，改為由三國學者討論後所得出的共識作為教科書所載的內容。”
随着钓鱼岛问题的不断升温，日本历史教科书问题一直牵扯到钓鱼岛问题。中华人民共和国外交部多次表示「钓鱼岛是中国的固有领土」，要求「日本停止挑衅，应在有关教科书中告诉下一代关于钓鱼岛的真相。」
2014年1月28日，就日本文部科学省决定在初中和高中教科书编写指南中写明钓鱼岛是日本固有领土一事，中華人民共和国外交部发言人华春莹表示：“我们对此表示严重关切，已向日方提出严正交涉。我们敦促日方：尊重历史事实，停止挑衅，以正确的历史观教育年轻一代，以实际行动为改善与邻国关系作出努力。”同年4月4日，中华人民共和国外交部发言人洪磊表示：“我们一贯要求日方：以诚实的态度面对历史，以正确的历史观教育下一代。”
2005年6月27日，中国辽宁省大连市大连日本人学校使用的日本历史教科书被中國大陆政府没收。
2015年4月7日，中華人民共和国外交部发言人华春莹在记者会上，就有关日本修改历史教科书内容事表示，中方对日本有关动向表示严重关切；钓鱼岛自古以来是中国的固有领土，有着充分的历史和法理依据，“历史就是历史，不能、也不容篡改。”华春莹还说，中方严肃敦促日方，本着对历史高度负责的态度，以正确历史观教育下一代。
2017年2月15日，就日本文部科學省公布中小学新版“学习指导要领”草案首次明确要求在中小学社会课程中提出钓鱼岛是日本固有领土事，中華人民共和国外交部发言人耿爽表示：“我们再次敦促日方：尊重历史事实，停止挑衅，以正确的历史观教育年轻一代，以实际行动体现改善中日关系的诚意。”

### 中華民國
2013年7月6日，婦女救援基金會與日本戰爭與和平女性博物館（女たちの戦争と平和資料館）合辦的特展「台灣·『慰安婦』的證言：被變成日本人的阿嬤」（台湾・「慰安婦」の証言 日本人にされた阿媽たち）開幕，婦女救援基金會人員與台灣慰安婦鄭陳桃出席開幕記者會及研討會，聽眾包括日本大學生在內超過100人；婦女救援基金會執行長康淑華批評，日本歷史教科書「對慰安婦制度鮮少著墨，企圖漂白、掩蓋歷史，讓很多年輕一代的日本人不知慰安婦的史實」。

### 香港
2005年4月，各類型的反日示威再次出現在香港的街頭，更有人焚燒日本軍旗。其中，位於域多利城中環的日本總領事館成為反日集會的焦點。

### 新加坡
2005年4月22日，新加坡外交部首次就日本文部科學省批准問題歷史教科書發表聲明抨擊，日本當局容許掩飾二戰時日軍的暴行，令日本和亞洲鄰國關係緊張：「日本當局批准有關教科書出版，實屬不幸。有關教科書對亞洲太平洋戰爭作出了奇怪的解讀……此舉令日本和亞洲鄰國關係緊張，尤其是與中國和南韓的關係，這不符合亞洲區的利益。……歷史是不容否認的，但我們也希望有關國家控制情緒、尋求解決之道。」新加坡內閣資政李光耀也表示，向日本年青一代灌輸對過去歷史正確認識是非常重要的；但他同時暗示，也需要給中國年輕一代灌輸正確的態度，控制義憤情緒，否則同樣會危害中日關係。

### 大韓民國
2014年1月28日，韩国外交部发言人发表声明，谴责日本政府「企图通过修改中学教科书编写指南主张其对独岛拥有主权」，要求日本立刻收回此举。同年4月4日，韩国外交部发表声明，抗议日本在2014年《外交蓝皮书》中主张拥有独岛主权，谴责文部科学省再次审议通过主张独岛主权的小学教科书，并警告「这将给韩日关系带来严重影响」。
2015年4月6日，韩国教育部发表声明，谴责日本文部科学省审定通过主张独岛主权的初中教科书，敦促日方深刻反省侵略历史；韩国教育部发言人称，向尚未树立正确历史观和具有判断能力的学生灌输歪曲的历史观，可能会给东北亚地区的和平造成威胁，理应受到谴责；同时，韩国教育部宣布，4月会向教师和学生发放慰安妇问题教材和独岛宣传册子，5月向学生发放独岛宣传教材，也计划于9月修订历史教科书上关于独岛和日军慰安妇的记述。同日，韩国市民团体前往日本驻韩国大使馆当众撕毁记述日本拥有独岛主权内容的日本教科书，并抗议文部科學省审定的初中历史教科书。4月9日，韩国总理李完九批评日本历史教科书中的“任那日本府说”有关内容，强调历史问题对亚洲的和平及新和平秩序尤为重要，日本不应脱离事实、歪曲历史。
2017年2月14日，韩国政府就日本文部科學省在“学习指导要领”修改草案再度对韩国固有领土独岛提出不当的主权主张时表示，韩国决不容忍、坚决应对任何针对独岛的主权挑衅，因此要求日方立即收回此举。韩国外交部东北亚局局长郑炳元也召见日本驻韩国大使馆公使铃木秀生提出抗议，并表示，修改“学习指导要领”不仅将向年轻一代灌输错误的领土意识，还将对未来的韩日关系造成不利影响。

### 日本
2014年1月，有不具名日本高中教师对人民日报记者表示，历史教科书修订的做法非常可怕，将会误导日本下一代对历史问题的认知，他反对政府此举，在今后的教育中将千方百计教给学生们真实的历史。日中协会理事长白西绅一郎28日表示，文部科学省要求在初高中学生历史教科书的相关表述“要明确记载钓鱼岛是日本的固有领土”，从历史上来看，这是歪曲事实的行为。日本民主党代表海江田万里28日在国会质询中批评，安倍晉三不采取具体行动改善与中韩等邻国的关系；他表示，安倍应该坦诚地继承村山谈话和河野谈话，对日本在二战期间的侵略和殖民统治表示真诚反省。

### 俄罗斯
2019年4月4日，俄罗斯外交部发言人玛丽亚·扎哈罗娃表示，日本新版小学教科书中有关南千岛群岛（日本称北方四岛）为日本固有领土的说法“是荒谬的，违背了国际社会公认的二战结果”；同时指出，“日本在青少年中传播对历史和法律事实的歪曲认识，为日本与邻国民众间的关系疏远埋下了种子”。

## 相关文艺作品
- 《我的中国心》：中国爱国歌曲，歌曲以日本对历史教科书篡改二战时期的历史为创作背景。

## 外部連結
- 2005年日本各公司最新版教科書的漢譯版 （页面存档备份，存于）
- 原文第270页
  - 該網站給出的中譯本(pdf)
  - 改订版新历史教科书(摘译) - 与中国相关个处，2005年(pdf版)
- 「新歷史教科書編撰會」2001年《中學歷史教科書》部分章節中譯版(pdf版本) （页面存档备份，存于）
- 围绕历史教科书问题的中日关系（日语论文）
- 香港中文大學「東亞的歷史教育：傳統與轉變」課程大綱[永久]
- 日本新历史教科书编撰会网站  4月1日截屏图  （页面存档备份，存于）
- 日本政府有意刪除教科書中「太平洋戰爭末期日軍強迫當地居民集體自殺」的記述，結果沖繩縣11萬民眾舉行集會抗議[]